# Крупское (Железинский район)
Крупское (каз. Крупское) — село в Железинском районе Павлодарской области Казахстана. Входит в состав сельского округа Лесной. Код КАТО — 554249200.

## Население
В 1999 году население села составляло 229 человек (119 мужчин и 110 женщин). По данным переписи 2009 года, в селе проживало 198 человек (99 мужчин и 99 женщин).